# El lobo solitario
El lobo solitario es una película de wéstern mexicana de 1952 dirigida por Vicente Oroná y protagonizada por Dagoberto Rodríguez, Flor Silvestre y Rosa de Castilla . Fue filmada en los Estudios Churubusco en la Ciudad de México. Los decorados de la película fueron diseñados por el director de arte Ramón Rodríguez Granada. Ésta es la primera parte de una trilogía de películas de western centradas en el personaje de El Lobo, seguida por La justicia del lobo y Vuelve el lobo (ambas del mismo año).

## Argumento
Un hacendado finge ser un tipo apocado para ocultar su personalidad del enmascarado justiciero que opera en la región.

## Reparto
- Dagoberto Rodríguez como Jorge de Alba, 'El Lobo'.
- Flor Silvestre como Lupita Gutiérrez.
- Arturo Martínez como Juan Aparicio.
- Rosa de Castilla como Marta de Alba.
- Federico Curiel como Pichirilo.
- Aurora Walker como Nana.
- Ángel Infante como Raymundo.
- Jorge Arriaga como Lencho.
- Salvador Quiroz como Don Jorge.
- Nora Veryán como La Prieta
- José L. Murillo como Comisario.